# Kulekumatgi, Sindgi
Kulekumatgi là một làng thuộc tehsil Sindgi, huyện Bijapur, bang Karnataka, Ấn Độ.